# 陈祥榕
陳祥榕（2001年12月9日—2020年6月15日 †），男，汉族，福建屏南人，中國人民解放軍陸軍烈士、一等功臣。新疆军区边防第三六三团天文点边防连列兵，在2020年6月中印加勒万河谷冲突中为保护被印军包围的营长陈红军而陣亡，年仅19岁，后被中共中央军委會追记一等功；并以其18岁时作为新兵写下的战斗口号“清澈的爱，只为中国。”而闻名。

## 生平
殉职时服役於中国人民解放军新疆军区边防第三六三团天文點邊防連（解放军69316部隊），於2020年6月對印邊防鬥爭中陣亡。《解放军报》描述：“陈祥榕跟随营长陈红军，冲进包围去救团长。战斗结束时，有人发现一名战士紧紧趴在营长身上，死死保持着护住营长的姿势。”

## 后事
2020年6月15日陳祥榕牺牲后，网上传出位于新疆维吾尔自治区和田地区皮山县赛图拉镇康西瓦烈士陵园的陳祥榕墓碑照。2020年6月30日下午，陈祥榕烈士的骨灰运抵福州长乐国际机场，由武警护送至他的家乡宁德市屏南县，家乡人民在屏南县人民公园革命烈士纪念碑广场为他举行安葬仪式后，安葬于屏南革命烈士陵园。
2020年6月份，在中印边境对峙事件中，面对外军的暴力攻击，年仅19岁的陈祥榕作为盾牌手战斗在最前面，毫不畏惧、英勇战斗，直至壮烈牺牲，被中央军委追记一等功。当陈祥榕牺牲的消息传到家乡，部队问其母亲姚久穗有没有什么困难需要帮助时，姚久穗说：“我没有什么要求，我只想知道榕儿战斗的时候勇不勇敢。”
2020年6月，退役军人事务部褒扬纪念司会同中央军委政治工作部相关部门认真研究情况；当月，包括陈在内的4名官兵全部被评定为烈士。2021年2月19日《解放军报》头版宣传：陳祥榕已被中央军委追记一等功。
陳祥榕被评定為烈士後，陈母原一直在外打工，为照顾其生活，屏南县为其提供工作岗位。其姐陈巧钗原在福州一家律师事务所当专职律师，弟弟陈祥榕2020年牺牲后，陈巧钗想继续弟弟未竟的事业，报考军队文职。2020年第一次参考时，陈巧钗因处理家事牵扯了不少精力，成绩并不理想。为完成弟弟的遗志，陈巧钗报考了2021年军队文职考试，最终考入福建省军区福州第九离职干部休养所。2021年11月29日，福建省军区福州第九离职干部休养所举行新招录文职人员入职仪式，任命陈巧钗为该干休所干事。2023年4月1日，戍边英雄陈祥榕的姐姐陈巧钗和男朋友赵凯举行了婚礼。
2024年10月17日，位于新疆维吾尔自治区和田地区和田县经济新区人武部门前的“问勇路”正式揭牌。该名称源于陈祥榕之母姚久穗在得知儿子牺牲后，询问部队干部“我只想知道，榕儿战斗的时候勇不勇敢”的真实故事（网上概括为“陈母问勇”）。姚久穗出席揭牌仪式。2025年5月12日，屏南县人民政府原则上同意陈祥榕烈士的母校，屏南县屏城初级中学加挂“屏南县祥榕中学”校名。6月15日早上，“屏南县祥榕中学”揭牌仪式在該校舉行，姚久穗受邀為其揭牌。

### 李奇贤侮辱烈士墓碑案
2021年7月15日，旅游博主李奇贤在新疆和田地区皮山县赛图拉镇康西瓦烈士陵园内，先是踩踏刻有烈士陵园名称的石碑底座，斜倚碑身摆拍后，又到陈祥榕烈士墓前，满脸嬉笑脚踩墓碑底座，用手比作“手枪”状对着烈士墓碑再次摆拍。同日李奇贤先后将上述照片上传至其微信朋友圈和今日头条个人账号，照片在网络上迅速传播扩散，引发社会公众强烈愤慨。
新疆检察机关发现后，督促公安机关于7月22日立案侦查，皮山县人民检察院依法提前介入侦查。同时，新疆维吾尔自治区人民检察院联合中国人民解放军乌鲁木齐军事检察院公益诉讼立案并开展调查。9月30日，检察机关依法对李奇贤提起公诉，并提起刑事附带民事公益诉讼。庭审中，李奇贤推翻原有罪供述，拒不认罪，检察机关依法提出有期徒刑七个月的量刑建议。
2021年11月，皮山县人民法院作出一审判决，认定被告人李奇贤犯侵害英雄烈士名誉、荣誉罪，判处有期徒刑七个月，并责令其自判决生效之日起十日内通过全国性媒体公开赔礼道歉，消除影响。